# 新潟県立阿賀黎明高等学校
新潟県立阿賀黎明高等学校（にいがたけんりつ あがれいめいこうとうがっこう）は、新潟県東蒲原郡阿賀町津川に所在する県立高等学校。
2018年度より募集停止していた併設中学校を2020年に閉校し、連携型中高一貫校に転換した。

## 概要
1902年東蒲原郡立実業補習学校として開校。1学年2学級と少人数編成である（併設中学校閉校前の2019年（平成31年）4月時点においては、中学入学時は1学級40名、高校入学時に外部募集を行い2学級80名であった。県境付近である福島県西会津町からの越境通学も存在する）。
2002年新潟県立阿賀黎明中学校・高等学校に改め、併設型中高一貫校へ改組したものの、所在地の阿賀町は過疎化が進んでおり、生徒数が急速に減少している。高校生に関しては五泉市や新潟市へ磐越西線や高速バスを利用して通学する生徒も多い。そもそも津川高校が中高一貫校に再編された理由の一つに、高校生の町外流出を食い止めるという目的があったが、流出には歯止めが掛かっていない。さらに併設型一貫校の弊害として、中学から在籍している生徒と、高校課程から入学した生徒との間に著しい学力格差が生じている事も問題となっていた。さらに、2008年は中学校新入生が29人と少なく、そのほとんどが、兄弟が入学しているから、試験なしで高校にいける、などの理由だった。
2008年4月には町内の上川中学校と鹿瀬中学校が閉校し、本校に隣接する津川中学校に統合され阿賀津川中学校と改称された（町内の三川中学校は2005年4月に三川小学校との県内初の小中連携校 として再スタートしており、統合の予定はない）。付設中学校閉校前の高校課程からの外部募集は、隣接する阿賀津川中学校からの志願者が大多数を占めている状況だった。
この危機的状況を脱却すべく2015年から「高校魅力化プロジェクト」が開始。2016年には公営塾「黎明学舎」、2020年には住民らによる「阿賀黎明探求パートナーズ」が発足した。2020年度には新潟県内の高校として初めてコミュニティ・スクールの指定を受けた。
2021年度には地域みらい留学制度により全国から生徒募集を行い、これに合わせて町の日帰り温泉施設「清川高原保養センター」をリノベーションした学生寮「温泉と森のシェアレジデンス」が整備される。

## 沿革
- 1902年 - 東蒲原郡立実業補習学校開校。
- 1906年 - 実業学校乙種に改組し、東蒲原郡立農林学校と改称。
- 1922年 - 県立移管に伴い新潟県立津川農林学校と改称。
- 1948年4月1日 - 学制改革に伴い新潟県立津川農業高等学校と改称。
- 1949年4月1日 - 普通科設置に伴い新潟県立津川高等学校と改称。
- 1973年3月31日 - 定時制豊実分校を閉校。
- 2002年4月1日 - 新潟県立阿賀黎明中学校を設置し、新潟県立阿賀黎明高等学校と改称。
- 2018年4月 - 併設中学校募集停止。阿賀町立阿賀津川中学校との連携型中高一貫教育を開始。
- 2020年3月 - 併設中学校閉校[1]。

## 校歌
- 『新潟県立阿賀黎明高等学校校歌』（作詞：長川正江・作曲：中田信）[7]

## 交通
- JR磐越西線津川駅より徒歩20分または新潟交通観光バスで5分

## 部活動
- 県内では数少ないボート部があり、2006年度インターハイに出場。2009年に行われる新潟国体の強化校指定を受けている。

## 著名な出身者
- 神田敏郎（前阿賀町長・元三川村長）
- 沢野修（現新潟県議会議員：五泉市東蒲原郡選挙区、元津川町長）
- 長谷川東二（元阿賀町長・津川町長）
- 渡部英喜（盛岡大学文学部教授）